# 光耀南氏魚
光耀南氏魚，為輻鰭魚綱水珍魚目小口兔鮭科的其中一種，為深海魚類，分布於東北太平洋阿拉斯加灣到美國南加州海域，棲息深度0-1000公尺，體長可達22.2公分，棲息在表、中層水域，生活習性不明。